# Habenaria cavatibrachia
Habenaria cavatibrachia är en orkidéart som beskrevs av Victor Samuel Summerhayes. Habenaria cavatibrachia ingår i släktet Habenaria och familjen orkidéer. Inga underarter finns listade i Catalogue of Life.